# John J. Easton
John J. Easton (* vor 1964) ist ein US-amerikanischer Jurist und Politiker, der von 1981 bis 1985 Vermont Attorney General war.

## Leben
John J. Easton machte im Jahr 1964 seinen Bachelor an der University of Colorado und schloss 1970 sein Studium der Rechtswissenschaften am Georgetown University Law Center ab. Er diente in der US Air Force. Seine Zulassung zum Anwalt erhielt er im Jahr 1970. Von 1970 bis 1972 arbeitete er in Montpelier für das Anwaltsbüro Paterson, Gibson, Noble und Brownell. Von 1972 bis 1975 arbeitete er zusammen Davison in einem Anwaltsbüro. Von 1975 bis 1978 war er Assistent Attorney General und von 1978 bis 1980 Direktor der Abteilung Rate Setting for the Agency of Human Services. Als Mitglied der Republikanischen Partei von Vermont war er von 1981 bis 1985 drei Amtszeiten Attorney General von Vermont. Im Jahr 1984 kandidierte er erfolglos zum Gouverneur von Vermont. Vizepräsident der Firma Syn Cronamics, Inc. war er von 1986 bis 1987. In Burlington arbeitete er im Anwaltsbüro Miller, Eggleston and Rosenberg, Ltd.
Im Jahr 1989 wurde Easton durch den Präsidenten George W. Bush zum Staatssekretär für Domestic and International Energy Policy ernannt, später auch zum Leiter der Rechtsabteilung und Staatssekretär für International Affairs and Energy Emergencies.
1994 übernahm er die Position des Vizepräsidenten am Edison Electric Institute (EEI).
Easton ist verheiratet und wohnt mit seiner Frau Donna in Timonium, Maryland.